# CCDM J15158-3709
CCDM J15158-3709 AB (HD 135344 AB) — двойная звезда в созвездии Волка. Находится на расстоянии (вычисленном из значения параллакса) приблизительно 464 световых лет (около 142 парсеков) от Солнца. Возраст звезды определён как около 9,35 млн лет.

## Характеристики
Первый компонент (HD 135344 A) — жёлто-белая звезда Хербига спектрального класса A2, или F0-F2, или F2, или F3. Видимая звёздная величина звезды — +7,9m. Масса — около 1,66 солнечной, радиус — около 2,22 солнечных, светимость — около 10,715 солнечных. Эффективная температура — около 7000 K.
Второй компонент (SAO 206462 или HD 135344 B) — жёлто-белая звезда Хербига* спектрального класса F4***, или F5-F8, или F8. Видимая звёздная величина звезды — +8,7m. Масса — около 1,46 солнечной, радиус — около 1,92 солнечного, светимость — около 5,129 солнечных. Эффективная температура — около 6250 K. Удалён на 21,4 угловых секунды.

## SAO 206462
SAO 206462 — молодая звезда, окружённая околозвёздным диском из газа с чётко различимыми спиральными ветвями. Наличие спиральных рукавов, вероятно, связано с существованием планет внутри газового диска вокруг звезды. Диаметр диска примерно вдвое превышает размер орбиты Плутона.
Открытие объекта было представлено в октябре 2011 года астрономом из Eureka Scientific Кэрол Грэди в NASA. Это первый объект такого класса с достаточно чёткой структурой. Наблюдения велись на космических телескопах Хаббл, FUSE, Spitzer и наземных телескопах (Gemini и Subaru на Гавайях) в рамках международной программы исследования молодых звёзд и звёзд с планетами. Также в программе принимает участие ряд астрономов из других обсерваторий.
Пара спиральных рукавов вокруг SAO 206462 имеет скорость вращения−0,85 градуса в год, которые, как считается, вызваны динамически движущейся протопланетой внутри диска на расстоянии 66 ± 3  астрономических единиц, имеющей орбитальный период 424 ± 25 лет. Обнаружение этой планеты с помощью прямых изображений может быть затруднено из-за присутствия частиц пыли, которые её затмевают, но её можно обнаружить и подтвердить с помощью спектроскопических наблюдений с высоким разрешением.
Ещё один кандидат в экзопланеты вокруг SAO 206462 массой 0,8 ± 0,3 массы Юпитера был обнаружен с помощью наблюдений инструмента визуализации NIRCam космического телескопа Джеймс Уэбб (JWST) на расстояние 300 астрономических единиц. Он получил обозначение CC1 (Кандидат в компаньоны 1). Объекты массивнее 2,2 масс Юпитера на расстояниях до 120 а.е. были исключены наблюдениями.
Третий кандидат в экзопланеты был обнаружен с помощью прямых снимков, сделанных с помощью камеры ERIS, установленной на Очень Большом телескопе (VLT) в 2024 году в корне одного из спиральных рукавов диска. Объект имеет массу, оцениваемую в 2 массы Юпитера, и плотно погружён в газ и пыль, возможно, имея собственный протопланетный диск. Он находится на расстоянии 28 а.е. от материнской звезды и, вероятно, «пастух» во внутренней части диска.